# حسن زيرك
حسن زيرك (بالكردية حەسەن زیرەک،Hesen Zîrek) (29 نوفمبر 1921 - 26 يونيو 1972)، كاتب أغاني ومغني إيراني كردي مشهور من بوكان، اشتهر بتسجيلاته للأغاني الشعبية الكردية الكلاسيكية وبكلماته الكلاسيكية والحسية. يعتقد أنه ألف أكثر من ألف أغنية في حياته.